# Sender Meeder

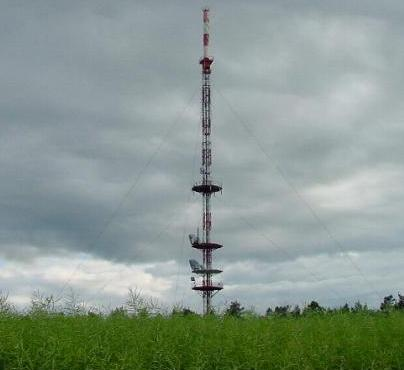
Bis 2009 hatte der Sender einen GfK-Zylinder

Auf der Sennigshöhe, nahe der Ortschaft Mirsdorf, einem Ortsteil der Gemeinde Meeder, betreibt die Deutsche Telekom seit 1965 eine Sendeanlage für UKW-Hörfunk, Mobilfunk und Richtfunk.
Als Antennenträger wird ein 101 Meter hoher, abgespannter Stahlfachwerkmast verwendet.
Vor der politischen Wende versorgte der Sender Teile Südthüringens mit Westfernsehen.
Bis zur Umstellung auf DVB-T, am 25. November 2008, wurde das analoge Fernsehen auf den Kanälen 22 (ZDF) und 41 (BR) ausgestrahlt. Ende Januar 2009 wurde der GfK-Zylinder vom Sender demontiert. Bis dahin betrug die Gesamthöhe 123 Meter.
Die Hörfunkprogramme des Bayerischen Rundfunks werden vom Senderstandort Coburg-Eckardtsberg ausgestrahlt.
Oft wird die Senderanlage mit dem ehemaligen DECCA-Sender Lautertal verwechselt.

## Frequenzen und Programme

### Analoges Radio (UKW)
Beim Antennendiagramm sind im Falle gerichteter Strahlung die Hauptstrahlrichtungen in Grad angegeben. In UKW werden folgende Programme ausgestrahlt:
| Frequenz (in MHz) | Programm       | RDS PS   | RDS PI | Regionalisierung | ERP (in kW) | Antennendiagramm rund (ND)/gerichtet (D) | Polarisation horizontal (H)/vertikal (V) |
| ----------------- | -------------- | -------- | ------ | ---------------- | ----------- | ---------------------------------------- | ---------------------------------------- |
| 103,8             | Antenne Bayern | ANTENNE_ | D318   | -                | 5           | ND                                       | H                                        |

### Analoges Fernsehen
Bis zur Umstellung auf DVB-T am 25. November 2008 wurden folgende Programme in analogem Phase Alternating Line (PAL) gesendet:
| Kanal | Frequenz (MHz) | Programm              | ERP (kW) | Sendediagramm rund (ND)/ gerichtet (D) | Polarisation horizontal (H)/ vertikal (V) |
| ----- | -------------- | --------------------- | -------- | -------------------------------------- | ----------------------------------------- |
| 22    | 479,25         | ZDF                   | 190      | ND                                     | H                                         |
| 41    | 631,25         | Bayerisches Fernsehen | 250      | ND                                     | H                                         |